# Gewestelijk Park Abt Froidure
Het Gewestelijk Park Abt Froidure ook Abt Froidurepark of Eerwaarde Froidurepark (Frans: Parc régional Abbé Froidure) is een kleine publieke parktuin gelegen op het grondgebied van Vorst en Elsene in het Brussels Hoofdstedelijk Gewest. 
De tuin is volledig ingesloten door gebouwenblokken van de Brugmannlaan, Franz Merjaystraat en Darwinstraat. Er zijn twee ingangen naar het park, in het westen langs de Brugmannstraat en in het oosten langs de Franz Merjaystraat.

## Geschiedenis
Het actuele terrein werd in 1991 gekocht door de regionale overheid van de familie van baron Raoul Richard. Het park werd vervolgens in moderne stijl ingericht met een kleine fontein en een kleine speeltuin. Het park werd vernoemd naar Edouard Froidure, priester en actief in het verzet tijdens de Tweede Wereldoorlog.